# Lubuk Napal (Tabir)
Lubuk Napal is een bestuurslaag in het regentschap Merangin van de provincie Jambi, Indonesië. Lubuk Napal telt 396 inwoners (volkstelling 2010).